# Sagzī
Sagzī (persiska: سجزی, Segzī, سگزی, Sejzī) är en ort i Iran.   Den ligger i provinsen Esfahan, i den centrala delen av landet, 300 km söder om huvudstaden Teheran. Sagzī ligger 1 533 meter över havet och antalet invånare är 4 392.
Terrängen runt Sagzī är en högslätt. Runt Sagzī är det ganska tätbefolkat, med 144 invånare per kvadratkilometer. Det finns inga andra samhällen i närheten. Trakten runt Sagzī är ofruktbar med lite eller ingen växtlighet.